# Embers (James Newman)
Embers è un singolo del cantante britannico James Newman, pubblicato l'11 marzo 2021 su etichetta discografica BMG Rights Management UK.
Il brano è stato selezionato per rappresentare il Regno Unito all'Eurovision Song Contest 2021, nella cui finale si è classificato ultimo, non ottenendo nessun punto.

## Descrizione
James Newman era stato inizialmente selezionato internamente per rappresentare il suo paese all'Eurovision Song Contest 2020 con la canzone My Last Breath, prima della cancellazione dell'evento. A febbraio 2021 l'emittente televisiva BBC l'ha riconfermato per l'edizione eurovisiva successiva. Embers è stato confermato come nuovo brano eurovisivo per il Regno Unito il 10 marzo 2021, ed è stato pubblicato sulle piattaforme digitali il mattino seguente, poco dopo essere stato trasmesso in anteprima su BBC Radio 2 in un'intervista con Ken Bruce.
Nel maggio successivo, James Newman si è esibito nella finale eurovisiva a Rotterdam, dove si è piazzato all'ultimo posto su 26 partecipanti senza ottenere nessun punto dalle giurie o dal televoto.

## Tracce
1. Embers – 2:56

## Classifiche
| Classifica (2021) | Posizione massima |
| ----------------- | ----------------- |
| Belgio (Fiandre)  | 97                |
| Lituania          | 45                |
| Paesi Bassi       | 80                |
| Regno Unito       | 47                |
| Svezia            | 97                |